# Bảo Hòa
Bảo Hòa is een xã in het district Xuân Lộc, een van de negen districten van de provincie Đồng Nai. Het is een van de veertien xã's in het district. De provincie ligt in een regio van Vietnam, dat ook wel Đông Nam Bộ wordt genoemd.
Een belangrijke verkeersader is de Quốc lộ 1A.